# 羽後里見駅
羽後里見駅（うごさとみえき）は、秋田県平鹿郡雄物川町東里東里北（開業時は旧・平鹿郡里見村東里、現・横手市雄物川町東里東里北）にあった羽後交通横荘線（旧・横荘鉄道）の駅（廃駅）である。横荘線の廃線に伴い1971年（昭和46年）7月20日に廃駅となった。

## 歴史
- 1918年（大正7年）8月18日：横荘鉄道横手駅 - 沼舘駅間開通に伴い里見駅（さとみえき）として開業[1][2][3][4]。一般駅[4]。
- 1925年（大正14年）9月2日：羽後里見駅に改称[2][5]。
- 1944年（昭和19年）6月1日：鉄道会社名を羽後鉄道に改称。路線名を横荘線に制定。それに伴い羽後鉄道横荘線の駅となる[1][2][6]。
- 1947年（昭和22年）
  - 7月23日：豪雨による路盤及び橋脚損壊により横荘線全区間運休、当駅も営業休止となる[3][7]。
  - 7月29日：横手駅 - 舘合駅間が復旧、当駅も営業再開となる[3][7]。
- 1952年（昭和27年）2月15日：鉄道会社名を羽後交通に改称。それに伴い羽後交通横荘線の駅となる[1][2][3][6]。
- 1971年（昭和46年）7月20日：横荘線の廃線に伴い廃止となる[1][2][3][6]。

## 駅構造
廃止時点で、単式ホーム1面1線を有する地上駅であった。ホームは線路の南側（老方方面に向かって左手側）に存在した。そのほか側線として、本線から北に分岐した機回し線を1線と、本線横手方機回し線転轍機の手前から南に分岐し駅舎東側に至る行き止りの側線を1線有していた。
職員配置駅となっていた。駅舎は構内の南側に位置し、ホーム中央部分に接していた。

## 駅周辺
JA里見（現：JA秋田ふるさと）の前に位置した。
- 国道107号（本荘街道）

## 駅跡
1996年（平成8年）時点では、附近に農業倉庫や農協の建物など、駅に関係の深い建物が残っていた。2002年（平成14年）3月には、駅跡のJAの敷地の一角に、雄物川町（当時）により「横荘線 羽後里見駅跡」と記載され、沿革も記された白い記念碑が建立された。2007年（平成19年）5月時点、2010年（平成22年）10月時点でも同様であった。
また、1996年（平成8年）時点では、浅舞駅跡附近から当駅跡附近を含む沼館駅跡附近までの線路跡は農免道路となっていた。2007年（平成19年）5月時点、2010年（平成22年）時点でも同様であった。往時を偲ぶことは出来ない状況であった。
そのほか1999年（平成11年）時点では、当駅跡附近の畑に木造有蓋車ワ1形（2代）ワ22の車体が個人の倉庫として再利用されていた。

## 隣の駅
羽後交通
横荘線
豊前駅 - 羽後里見駅 - 沼館駅